# 幪面超人響鬼
《假面騎士響鬼》，是由日本東映製作的《假面騎士系列》第6部平成系列特攝作品，於2005年（平成17年）1月30日至2006年1月22日期間每週日上午8時在朝日電視台首播。

## 作品特色
- 本作一開始的設定並非《假面騎士系列》，而是以全新的系列進行考量[注 1]，但之後因商業方面的考量，最後仍將其列入為《假面騎士系列》作品[注 2]。
- 本作首次以樂器作爲戰士們的專屬武器，共分「打擊樂」、「管樂」及「弦樂」三種類型。
- 本作亦是全員不用「變身」作爲變身口號的《假面騎士系列》作品。
- 本作的戰士亦全非使用腰帶進行變身，同時也是首次以樂器作為變身道具的首例。
- 本作亦是《平成假面騎士系列》首部不使用「騎士踢」作為必殺技的作品。
- 本作為《平成假面騎士系列》繼《假面騎士顎門》及《假面騎士劍》之後第三部更換片頭曲的作品，並與《假面騎士空我》並列為《平成假面騎士系列》僅有的兩部播放常規片尾曲的電視特攝作品[注 3][注 4]，也是首部以純音樂作為前期片頭曲的假面騎士作品。

### 音樂相關
- 本作使用不同的配樂來營造出各種氣氛，包括了日常滑稽場面和跟魔化魍的對峙場面。
- 前期片頭曲「輝」使用了多種樂器來製作出多個不同的版本，在威吹鬼活躍的話數用喇叭，轟鬼活躍的話數用吉他，威吹鬼和轟鬼都活躍的話數則兩種樂器都會使用等等。
- 第56届NHK紅白歌唱大賽在白組的布施明演唱片尾曲「少年よ」的時候，響鬼、威吹鬼和轟鬼也在旁邊客串演出，主角演員之一的細川茂樹在最後也出現和布施明握手，並對觀眾說「響鬼，鍛鍊了一番！」。

## 故事概要
自古以來，在日本有很多為了保護人類，而在深山進行嚴苛的修行變身成為「鬼」，以淨化之音與「魔化魍」戰鬥的人。這樣做是為了對抗魔化魍。漸漸的，鬼按照自己的能力進行分類，並且變成可以被繼承的流派，更與那些曾被自己所救的人類，組成一個名叫「猛士」的組織。
馬上就要高中應考的少年安達明日夢，在往屋久島的船上，看到了一個奇怪的男子。突然一名小孩從甲板失足掉下，一瞬間，明日夢看到了不敢相信的事情，剛才的男子以超越常人的力量救回小孩。男子對明日夢說了一句：「著實地鍛鍊了一番！」之後離去。
到達屋久島的明日夢，在森林裏，被巨大的土蜘蛛襲擊。這時，之前那名奇怪的男子再次出現，並且變成一個紫色的身影。
這正是「響鬼」與明日夢相遇的一刻。

## 故事背景
猛士
原文：
對抗吃人的怪物·魔化魍的民間組織。
組織規模甚大，全日本各地皆有分部，分部之間相互聯繫並交換彼此所持有的魔化魍情報，並安排該分佈所屬的鬼出擊戰鬥，保護人類。
其內部職稱皆以將棋的棋子為代號。
以下為職稱類型
- 王將 － 各分部負責統帥指揮的分部長。
- 金將 － 分析各地殘留文獻及對魔化魍進行資料分析的研究員。
- 銀將 － 開發及調整鬼所使用武器的，並擔任鬼的健康管理的醫師。
- 角行 － 與魔化魍進行作戰的鬼。
- 飛車 － 輔助鬼作戰的支援者。
- 步兵 － 與猛士合作並負責提供鬼平時生活起居（包括住宿地及修行場）的協助者。
- 成步 － 即將成為鬼的弟子們及其他候補者。

鬼之里
原文：
猛士組織的總部，位在奈良縣吉野郡。
甜食店 立花
原文：
以吉備團子為名產的甜食店，位在東京柴又。
同時也是猛士在關東地區的分部基地。
- 備註：該處場景為知名歷史建築 - 日式點心店「竹村」。

區立東柴又中學
原文：
都立城南高中
原文：

## 用語
鬼
原文：
猛士所屬的音擊戰士的戰鬥型態，為本作的假面騎士總稱。
對應所適用的樂器種類，分為「打擊樂」、「管樂」及「弦樂」三種類型的鬼。
因為對抗不同類型的魔化魍，鬼大多都獨立行動，但偶爾也會一同行動。
另外在鬼戰鬥完解除變身的時候會連變身者的衣服一併消失，所以在鬼戰鬥完後通常會先解除頭部，然後再回去總部的更衣室完成解除變身程序並更衣。
關東十一鬼
原文：
為猛士關東分部所屬的11名鬼的總稱。
魔化魍
原文：
本作中登場的怪物之稱，為大自然異變的異形產物。
從古代開始，被人們稱作「妖怪」或「惡靈」。
除了自然產生出的個體外，還有從童子與姬那誕生出的個體及居住於洋館之男女所改造出的特殊個體。
音撃武器
原文：
鬼用來對抗魔化魍所使用的武器總稱。
能施放出音擊消滅作亂的魔化魍。
跟鬼一樣，在對應魔化魍種類的方面共有三種類型，分別為：
- 對應敏捷且戰鬥力極高的魔化魍所使用的近戰用武器 - 「太鼓」
- 對應能高空飛行且速度極快的魔化魍所使用的銃擊用武器 - 「管」
- 對應皮堅肉厚且防禦力極強的魔化魍所使用的斬擊用武器 - 「弦」

## 登場假面騎士

### 假面騎士響鬼 / HIBIKI
變身者：響鬼（日高仁志）、響鬼（戰國時代）、安達明日夢（替身演員：、CV：細川茂樹、栩原樂人）
原文： / Kamen Rider HIBIKI / HIBIKI
| 形態名稱 | 簡介 | 外觀                     | 能力       | 招式及必殺技 |
|          | 使用變身音叉・音角變身的形態。 一之卷初次登場。 身高：7尺3寸（約222cm） 體重：41貫（約156kg） 拳擊力：5333貫（約20t） 踢擊力：1萬666貫（約40t） 跳躍力：41間（約75m） 行動速度：100m / 3秒。               | 全身以紫、銀、紅色為主。 | 基礎形態。 |              |
|          | 體內火之氣達到極限後變身的形態。 二十四之卷初次登場。 身高：7尺3寸（約222cm） 體重：41貫（約156kg） 拳擊力：8000貫（約30t） 踢擊力：1萬3333貫（約50t） 跳躍力：49.5間（約90m） 行動速度：100m / 2秒。      | 全身以紅、銀色為主。     | 过渡形態。 | 。           |
|          | 使用音撃増幅劍・裝甲聲刃變身的形態。 三十三之卷初次登場。 身高：7尺7寸（約233cm） 體重：44.8貫(約168kg) 拳擊力：1萬666貫（約40t） 踢擊力：2萬1332貫（約80t） 跳躍力：55間（約100m） 行動速度：100m / 1秒。 | 全身以紅、黑、金色為主。 | 最终形態。 | 。           |

#### 假面騎士響鬼(DCD)
變身者：響鬼(DCD)、Asumu（替身演員：、CV：大衛·伊東、小清水一揮）
原文： / Kamen Rider HIBIKI(DCD)
| 形態名稱 | 簡介                                                                                            | 外觀                     | 能力       | 招式及必殺技 |
|          | 使用變身音叉・音角變身的形態。 身高： 體重： 拳擊力： 踢擊力： 跳躍力：） 行動速度：100m / 秒。 | 全身以紫、銀、紅色為主。 | 基礎形態。 |              |

#### 假面騎士響鬼
變身者：桐矢京介（替身演員：、CV：中村優一）
原文： / Kamen Rider HIBIKI
| 形態名稱 | 簡介                                                                                            | 外觀                     | 能力       | 招式及必殺技 |
|          | 使用變身音叉・音角變身的形態。 身高： 體重： 拳擊力： 踢擊力： 跳躍力：） 行動速度：100m / 秒。 | 全身以紫、銀、紅色為主。 | 基礎形態。 |              |

### 假面騎士威吹鬼 / IBUKI
變身者：威吹鬼（和泉伊織）、威吹鬼（戰國時代）（替身演員：、CV：澀江譲二）
原文： / Kamen Rider IBUKI / IBUKI
| 形態名稱 | 簡介 | 外觀                     | 能力       | 招式及必殺技 |
|          | 使用變身鬼笛・音笛變身的形態。 身高：6尺9寸（約210cm） 體重：37.3貫（約140kg） 拳擊力：4000貫（約15t） 踢擊力：8000貫（約30t） 跳躍力：44間（約80m） 行動速度：100m / 2.5秒、1日20里（約80Km）。 | 全身以黑、銀、藍色為主。 | 基礎形態。 |              |

#### 假面騎士威吹鬼(DCD)
變身者：威吹鬼(DCD)（替身演員：、CV：澀江譲二）
原文： / Kamen Rider IBUKI(DCD)
| 形態名稱 | 簡介                                                                                          | 外觀                     | 能力       | 招式及必殺技 |
|          | 使用變身鬼笛・音笛變身的形態。 身高： 體重： 拳擊力： 踢擊力： 跳躍力： 行動速度：100m / 秒。 | 全身以黑、銀、藍色為主。 | 基礎形態。 |              |

### 假面騎士轟鬼 / TODOROKI
變身者：轟鬼（戶田山登巳藏）、轟鬼（戰國時代）（替身演員：、CV：川口真五）
原文： / Kamen Rider TODOROKI / TODOROKI
| 形態名稱 | 簡介 | 外觀                   | 能力       | 招式及必殺技 |
|          | 使用變身鬼弦・音錠變身的形態。 身高：7尺（約212cm） 體重：42貫（約157kg） 拳擊力：8000貫（約30t） 踢擊力：1萬666貫（約40t） 跳躍力：38間（約69m） 行動速度：100m / 5秒、1日18里（約72Kｍ）。 | 全身以暗綠、銀色為主。 | 基礎形態。 |              |

#### 假面騎士轟鬼(DCD)
變身者：轟鬼(DCD)（替身演員：、CV：川口真五）
原文： / Kamen Rider TODOROKI(DCD)
| 形態名稱 | 簡介                                                                                          | 外觀                   | 能力       | 招式及必殺技 |
|          | 使用變身鬼弦・音錠變身的形態。 身高： 體重： 拳擊力： 踢擊力： 跳躍力： 行動速度：100m / 秒。 | 全身以暗綠、銀色為主。 | 基礎形態。 |              |

### 假面騎士斬鬼 / ZANKI
變身者：斬鬼（財津原藏王丸）（替身演員：、CV：松田賢二）
原文： / Kamen Rider ZANKI / ZANKI
| 形態名稱 | 簡介 | 外觀                   | 能力       | 招式及必殺技 |
|          | 使用變身鬼弦・音錠變身的形態。 身高：6尺9寸（約210cm） 體重：43貫（約161kg） 拳擊力： 踢擊力： 跳躍力： 行動速度：100m / 秒。 | 全身以暗青、銅色為主。 | 基礎形態。 |              |

#### 假面騎士斬鬼(DCD)
變身者：斬鬼(DCD)（替身演員：、CV：松田賢二）
原文： / Kamen Rider ZANKI(DCD)
| 形態名稱 | 簡介                                                                                          | 外觀                   | 能力       | 招式及必殺技 |
|          | 使用變身鬼弦・音錠變身的形態。 身高： 體重： 拳擊力： 踢擊力： 跳躍力： 行動速度：100m / 秒。 | 全身以暗青、銅色為主。 | 基礎形態。 |              |

### 假面騎士朱鬼 / SYUKI
變身者：朱鬼（品川栞）（替身演員：、CV：片岡禮子）
原文： / Kamen Rider SYUKI / SYUKI
| 形態名稱 | 簡介 | 外觀                   | 能力       | 招式及必殺技 |
|          | 使用變身鬼弦・音錠變身的形態。 身高：5尺6寸（約170cm） 體重：34貫（約127.5kg） 拳擊力： 踢擊力： 跳躍力： 行動速度：100m / 秒。 | 全身以朱紅、白色為主。 | 基礎形態。 |              |

女性音擊戰士，使用豎琴作武器。會使用古老的式神之術，是斬鬼的師父。年齡不詳，會用法術維持容貌的年輕，其真實年齡據說已是奶奶輩了。雙親是被魔化魎所殺，對於力量非常執著，認為仇恨可化做力量，被本家認為不適合繼續當鬼，其後更因搶奪轟鬼的音弦變身器，而發佈驅鬼令。最後與野神戰鬥時戰死。

### 其它登場的鬼

#### 彈鬼（Danki）
210cm  112kg  100m只需4s   一跳即可90m   拳力4t   踢力9t
| 姓名/演出者           | 登場話數 | 音擊流派              | 簡介                                                                                       |
| 段田 大輔 (伊藤 慎飾) | 13話     | 打擊系音擊戰士 石屬性 | 關東十一鬼之一，曾和勝鬼一起接受裝甲利刃的著裝實驗，導致一個月內無法變身，設定年齡為26歲。 |

裝備帶
- 音擊鼓・御影盤

音擊武器
- 音擊棒・那智黑

必殺技
- 音擊打・破碎細石
- 音擊打・粉骨碎身

#### 裁鬼（Sabaki）
199cm  113kg  100m只需6s  一跳即可15m  拳力3t  踢力8t（极限）
| 姓名/演出者                       | 登場話數         | 音擊流派            | 簡介                                                                               |
| 佐伯 榮 (狩山俊辅、塩野 勝美聲演) | 15-16,25,36,39話 | 弦系音擊戰士 闇屬性 | 關東十一鬼之一，主要使用弦系，但其實卻精通各種樂器的全能音擊戰士，設定年齡為37歲。 |

裝備帶
- 音擊震・極樂

音擊武器
- 音擊弦・閻魔
- 音擊棒・笏拍子
- 音擊鳴・つむじ風

必殺技
- 鬼鬥術・鬼爪
- 音擊斬・閻魔裁き

#### 銳鬼（Eiki）
197cm  97kg  100m只需4s  一跳即可60m   拳力7.3t  踢力11.9t
| 姓名/演出者        | 登場話數 | 音擊流派              | 簡介 |
| 不詳 (中井和哉声） | 28-29話  | 打擊系音擊戰士 炎屬性 | 關東十一鬼之一，設定年齡為22歲，當鬼已三年，並無任何徒弟及同伴，負責守護日本山區，只於鎧甲土蜘蛛一役出場。 (原設定為主線位置，後來計劃取消) |

裝備帶
- 音擊鼓・白綠

音擊武器
- 音擊棒・綠勝

必殺技
- 音擊打・必殺必中

#### 勝鬼（Syoki）
| 姓名/演出者        | 登場話數 | 音擊流派            | 簡介 |
| 不詳 (押川 善文飾) | 28話     | 管系音擊戰士 風屬性 | 關東十一鬼之一，曾和彈鬼一起接受裝甲利刃的著裝實驗，導致一個月內無法變身，設定年齡為32歲。 (原設定為主線位置，後來計劃取消) |

裝備帶
- 音擊鳴・風束

音擊武器
- 音擊管・台風

必殺技
- 音擊射・暴風一氣

#### 剛鬼（Gouki）
| 姓名/演出者 | 登場話數       | 音擊流派              | 簡介                                                           |
| -           | TV系列從未登場 | 打擊系音擊戰士 剛屬性 | 關東十一鬼之一，設定年齡28歲。和妻子一同行动，其妻子是支援者。 |

裝備帶
- 音擊鼓‧金剛

音擊武器
- 音擊棒‧剛力

必殺技
- 音擊打・剛腕無雙
- 音擊打・爆裂亂打

#### 鬥鬼（Touki）
| 姓名/演出者 | 登場話數       | 音擊流派            | 簡介                                                                                 |
| -           | TV系列從未登場 | 管系音擊戰士 颶屬性 | 關東十一鬼之一，設定年齡33歲。和妻子、儿子一同行动，妻子为其支援者，儿子则是其弟子。 |

裝備帶
- 音擊鳴・つむじ

音擊武器
- 音擊管・嵐

必殺技
- 音擊射・風神怒髮

#### 蠻鬼（Banki）
| 姓名/演出者 | 登場話數       | 音擊流派            | 簡介                                       |
| -           | TV系列從未登場 | 弦系音擊戰士 魔屬性 | 裁鬼的弟子，關東十一鬼之一，設定年齡21歲。 |

裝備帶
- 音擊震・地獄

音擊武器
- 音擊弦・刀弦響

必殺技
- 音擊斬・魔道

### 非主線情節的鬼

#### 凱鬼（Kachidoki）
打擊系音擊戰士，現為守護東北區的鬼。(於第3話曾提及過)

#### 曉鬼（Akatsuki）
原名津村努。打擊系音擊戰士，後放棄成為鬼。(於第25-26話登場)

#### 導鬼（Michibiki）
已退休，本姓和泉。管系音擊戰士，武器為小號。威吹鬼的父親，猛士五鬼之一，為守護關西區的鬼。

#### 吹雪鬼（Fubuki）
已退休，管系音擊戰士，武器為銅管樂。威吹鬼的母親，現與導鬼於吉野居住。

#### 山吹鬼（Yamabuki）
曾在響鬼的記事簿見過這名字，使用小鼓，其餘一切皆不詳。

#### 弦鬼（Genki）
初代能使用鬼力量的人，武器為結他。曾於江戶時代於日本中部戰鬥。

#### 初代斬鬼（First Kamen Rider Zanki）
財津原藏王丸(現任斬鬼)的師父，突然死亡，要財津原藏王丸的師姐朱鬼指導接替下任斬鬼。

#### 天鬼（Amaki）
於響鬼世界出現之假面騎士。漢字為「天鬼」，曾在原作中的第41集出場，只是單單以「天美晶的變身體」來稱呼，並沒有正式名稱。在Decade中才有正式的名稱。
- 主體顏色：藍色及黑色

音擊武器
- 音擊管・烈風
- 音擊鳴・鳴風

必殺技
- 音擊射・疾風一閃

### 劇場版中出場的鬼

#### 歌舞鬼（Kabuki）
209cm  91kg  100m只需4s  一跳即可110m  拳力7.2t（通常时）  踢力14.9t
來自關東江戶地區代表的鬼，原型是歌舞伎，武器是雙鼓棒及劍，主色是綠色和紅色。是劇場版中相當重要的角色，正義感相當強，可惜總是得不到人類的認同。後來因加入Makamou而被Hibiki打敗（后来阻止二口女去袭击明日梦被二口女咬死）。(在DIEND Complete Form中為劇場版騎士之一)
道具
- 變身音叉・音角（黑）

音擊武器
- 音擊棒・烈翠
- 鳴刀・音叉劍

必殺技
- 音擊打・業火絢爛

#### 凍鬼（Touki）
207cm  113kg  100m只需4.3s  一跳即可94m    拳力7t     踢力15t（通常时）
來自北海道札幌地區的鬼，原型是白熊，武器是巨鎚，主色是白色。變身前是一名來自北方的僧侶，相貌與現世中的斬鬼一樣。擁有一雙碧眼及超凡的念動力，能與神佛對話，一生以成佛為修道的目標。
道具
- 變身音叉・音角（銅）

音擊武器
- 音擊金棒・烈凍
- 鳴刀・音叉劍

必殺技
- 音擊毆・一擊怒濤

#### 煌鬼（Kirameki）
203cm   108kg   100m只需3.4s  一跳即可86m   拳力6t   踢力10.8t
來自東海名古屋地區的鬼，原型是鯱，武器是雙鈸，主色是金色。擅長水中戰。
道具
- 變身音叉・音角（銀）

音擊武器
- 音擊震張・烈盤
- 鳴刀・音叉劍

必殺技
- 音擊拍・輕佻訃爆

#### 西鬼（Nisiki）
208cm   93kg    100m只需3s（通常时）    一跳即可130m   拳力7.9t   踢力：15t
來自關西大阪地區的鬼，原型是虎，武器是三節棍，可以折合成樂器三角鐵，主色是黃色。變身前是一名小偷，視財如命。必殺音擊名為偉羅射威，日文讀音等同「歡迎（いらっしゃい）」。
道具
- 變身音叉・音角（赤）

音擊武器
- 音擊三角・烈節
- 鳴刀・音叉劍

必殺技
- 音擊響・偉羅射威

#### 羽擊鬼（Habataki）
211cm  110kg   100m只需2.9s   一跳即可260m    拳力8.3t  踢力11t
來自九州博多地區的鬼，原型是鷹，武器是長笛，主色是棕色。變身前是一名歸隱田園的農民，相當重視妻兒。擁有一雙翅膀，具備飛行能力。必殺音擊名為旋風一閃。
道具
- 變身音叉・音角（金）

音擊武器
- 音擊吹道・烈空
- 鳴刀・音叉劍

必殺技
- 音擊奏・旋風一閃

## S.I.C. 英雄傳說
「幪面超人響鬼 七鬥神」是電影版另一個故事，新引入幪面超人裝甲響鬼（戰國版），2006年6月至9月於Hobby Japan連載。
- 登場角色

| 假面騎士                         | 變身者                  | 簡介                                                                                     |
| 假面騎士裝甲響鬼戰國版（戰國版） | 響鬼 戰國版（戰國時代） | 戰國時代的響鬼以裝甲聲刃進化而成的形態，與現代版不同的是戰國版是全身該時代的戰甲作參照。 |

章節
1. 猛士
2. 歌舞鬼
3. 紅
4. 大蛇

Live Stage-Show裏亦引入五位原創的幪面超人，分別為：
1. 幪面超人夢蛇鬼 Mujaki，一名擁有魔化魍血統的二十三歲女孩，受血統影響不斷襲擊其他的鬼，武器為擴音器，叧可進化至闇鬼形態。
2. 幪面超人蛇鬼 Jaki，二十五歲，被夢蛇鬼洗腦成為其僕人，武器為古代馬刀。
3. 幪面超人輝鬼 Kagayaki，二十二歲，幪面超人蛇鬼的弟弟，武器為長笛及燈籠，因大哥被洗腦與夢蛇鬼仇不共戴天。
4. 幪面超人勇鬼 Yuki，打擊系音擊戰士，是輝鬼曾在夢中見到由未來而來的鬼，告訴由夢蛇鬼所領導的魔化魍組織必須消滅。
5. 幪面超人雷鬼 Riki，管系音擊戰士，其餘一切皆不詳。

這些幪面超人並不列入正傳的系列。

## 輔助工具

### 變身道具
- 變身音叉・音角

原文：
響鬼所使用的音叉型變身道具。
平常時，如同鬼角般的音叉部份是處於收納狀態，只有在進行變身時才會展開。
- 變身鬼笛・音笛

原文：
- 變身鬼弦・音錠

原文：
- 變身鬼弦・音枷

原文：

### 音擊武器
- 音撃棒・烈火

原文：
響鬼所使用的太鼓鼓棒型音擊武器。
- 音撃鼓・火炎鼓

原文：
- 音撃鼓・爆裂火炎鼓

原文：
- 音撃増幅劍・裝甲聲刃

原文：
由小暮耕之助開發的劍型音擊武器。

### 駕具
- 凱火

原文：
猛士總部配給於響鬼的專用機車。
- 龍卷

原文：
猛士總部配給於威吹鬼的專用機車。
- 不知火

原文：
猛士總部配給於響鬼的四輪驅動車。
- 雷神

原文：
猛士總部配給於斬鬼的四輪驅動車，後由轟鬼繼承。

### 光碟動物（Disc Animal）
光碟動物一覽 
| 日文名稱                  | 中文名稱 | 備註 |
| ------------------------- | -------- | ---- |
| 茜鷹 （アカネタカ）       | 茜鷹     |      |
| 瑠璃狼 （ルリオオカミ）   | 瑠璃狼   |      |
| 緑大猿 （リョクオオザル） | 綠大猿   |      |
| 黄蘗蟹 （キハダガニ）     | 黃蘗蟹   |      |
| 鈍色蛇 （ニビイロヘビ）   | 鈍色蛇   |      |
| 浅葱鷲 （アサギワシ）     | 淺蔥鷲   |      |
| 黄赤獅子 （キアカシシ）   | 黄赤獅子 |      |
| 青磁蛙 （セイジガエル）   | 青磁蛙   |      |
| 黄金狼 （コガネオオカミ） | 黃金狼   |      |

## 登場怪人

### 魔化魍
| 日文原名 | 中文名   | 出沒地點                               | 登場卷數                            | 身高                                          | 體重                                         | 特色 / 能力                                        | 備註 |
| -------- | -------- | -------------------------------------- | ----------------------------------- | --------------------------------------------- | -------------------------------------------- | -------------------------------------------------- | ---- |
|          | 土蜘蛛   | 屋久島                                 | 二之巻                              | 27尺（8.18m）                                 | 1600貫（6.0t）                               | 口中吐出黏著性的絲、山中小屋的擬態                 |      |
|          | 山彥     | 奥多摩 小菅                            | 三之巻 十三之巻                     | 23尺（6.9m）                                  | 1466貫（5.5t）                               | 模仿喊叫者的聲音、利用巨大身體的攻擊               |      |
|          | 蟹坊主   | 房總 日光 鐮倉 箱根 三浦半島 大洗 葛野 | 五之巻 十五之巻 十九之巻 二十六之巻 | 26尺（7.87m）                                 | 1466貫（5.5t）                               | 左右各一支的巨大剪鉗、從背中發射的溶解泡泡         |      |
|          | 一反木綿 | 奥久慈 高萩                            | 七之巻 二十四之巻                   | 26尺（7.87m） / 成體 13尺（3.93m） / 幼體     | 1120貫（4.2t） / 成體 640貫（2.4t） / 幼體   | 3馬赫的飛行                                        |      |
|          | 巨山蟻   | 藤岡                                   | 九之巻                              | 23尺（7.0m）                                  | 1600貫（6.0t）                               | 銳利的大顎、蟻酸、挖掘陷阱                         |      |
|          | 恐獸     | 秩父 大月                              | 九之卷 -                            | 39尺（11.8m） / 成體 25尺（7.57m） / 幼體     | 2666貫（9.99t） / 成體 1600貫（6.0t） / 幼體 | 時速660km的飛行、甲殼上的眼睛                      |      |
|          | 塗壁     | 下野                                   | 十一之卷                            | 29尺（8.78m）                                 | 1600貫（6.0t）                               | 樹木般的身體、觸手般膨脹的腳                       |      |
|          | 姑獲鳥   | 鎌西湖 淺間山                          | 十三之卷 二十一之卷                 | 75尺9寸（23.0m） / 成體 3尺3寸（1.0m） / 幼體 | 2133貫（8.0t） / 成體 16貫（60.0㎏） / 幼體  | 3馬赫的飛行、作為武器的尾巴及利牙                  |      |
|          | 山荒     | 足尾 淺間山                            | 十五之卷 二十一之卷                 | 23尺1寸（7.0m）                               | 1733貫（6.49t）                              | 身體的針甩射、發達的尾巴                           |      |
|          | 巨鯰     | 東雲                                   | 十七之卷                            | 33尺（10.0m）                                 | 2666貫（9.9t）                               | 胃袋放開、相當的大胃王                             |      |
|          | 網切     | 大洗                                   | 二十之卷                            | 26尺4寸（8.0m）                               | 1700貫（6.38t）                              | 兩腕的剪鉗、飛行能力                               |      |
|          | 無名     | 淺間山                                 | 二十二之卷                          | 39尺6寸（12.0m）                              | 2666貫（10.0t）                              | 姑獲鳥與山荒雙方的特徵合併擁有                     |      |
|          | 泥田坊   | 旭村                                   | 二十三之卷                          | 7尺3寸（2.2m）                                | 43貫（161.25㎏）                             | 大量地分裂、音擊打以外的效果減弱                   |      |
|          | 河童     | 秩父                                   | 二十五之卷                          | 7尺3寸（2.2m）                                | 40貫（150.0㎏）                              | 分裂能力、敏捷的動作、吐出凝固的液體               |      |
|          | 貓怪     | 猿橋                                   | 二十六之卷                          | 7尺3寸（2.2m） / 親 7尺3寸（2.2m） / 子       | 42貫（157.5㎏） / 親 41貫（154.0㎏） / 子    | 尾巴切裂分離（僅限親）、敏捷的動作與集團式連攜攻擊 |      |

### 童子與姬
| 日文原名 | 中文名         | 登場卷數        | 身高           | 體重             | 特色 / 能力                          | 備註 |
| -------- | -------------- | --------------- | -------------- | ---------------- | ------------------------------------ | ---- |
|          | 土蜘蛛之怪童子 | 一之卷          | 6尺6寸（2.0m） | 40貫（150.0㎏）  | 口中吐出黏著性的絲、手腕的爪形態變化 |      |
|          | 土蜘蛛之妖姬   | 一之卷          | 5尺6寸（1.7m） | 35貫（131.25㎏） | 口中吐出黏著性的絲、手腕的爪形態變化 |      |
|          | 山彥之怪童子   | 三之卷 十三之卷 | 6尺6寸（2.0m） | 40貫（150.0㎏）  | 靈敏的身體動作                       |      |
|          | 山彥之妖姬     | 三之卷 十三之卷 | 5尺6寸（1.7m） | 32貫（120.0㎏）  | 靈敏的身體動作、偷東西的惡習         |      |

## 播放列表
以下時間以當地時間（日本時間）為準：
| 日本首播   | 集數 | 標題漢譯     | 登場鬼                                  | 登場魔化魍/童子與姬 | 編劇        | 導演     |
| ---------- | ---- | ------------ | --------------------------------------- | --- | ----------- | -------- |
| 2005/01/30 | 1    | 響鬼         | 響鬼                                    | 屋久島之土蜘蛛 土蜘蛛之怪童子 土蜘蛛之妖姬 | 大石真司    | 石田秀範 |
| 2005/02/06 | 2    | 咆哮的蜘蛛   | 響鬼                                    | 屋久島之土蜘蛛 土蜘蛛之怪童子 土蜘蛛之妖姬 | 大石真司    | 石田秀範 |
| 2005/02/13 | 3    | 深谷回音     | 響鬼                                    | 奥多摩之山彥 山彥之怪童子 山彥之妖姬 | 大石真司    | 諸田敏   |
| 2005/02/20 | 4    | 疾走的勢地郎 | 響鬼                                    | 奥多摩之山彥 山彥之怪童子 山彥之妖姬 | 大石真司    | 諸田敏   |
| 2005/02/27 | 5    | 熔之海洋     | 響鬼                                    | 房總之蟹坊主 蟹坊主之童子 蟹坊主之妖姬 | 大石真司    | 坂本太郎 |
| 2005/03/06 | 6    | 撞擊的靈魂   | 響鬼                                    | | 大石真司    | 坂本太郎 |
| 2005/03/13 | 7    | 息吹之鬼     | 威吹鬼                                  | 奥久慈之一反木綿 一反木綿之怪童子 一反木綿之妖姬 | 大石真司    | 石田秀範 |
| 2005/03/20 | 8    | 呼嘯之風     | 威吹鬼                                  | 奥久慈之一反木綿 一反木綿之怪童子 一反木綿之妖姬 | 大石真司    | 石田秀範 |
| 2005/03/27 | 9    | 蠢動的邪心   | 響鬼                                    | 藤岡之巨山蟻 巨山蟻之怪童子 巨山蟻之妖姬 秩父之恐獸 恐獸之怪童子 恐獸之妖姬                                                                         | 大石真司    | 諸田敏   |
| 2005/04/03 | 10   | 並肩作戰的鬼 | 威吹鬼 響鬼                             | 藤岡之巨山蟻 巨山蟻之怪童子 巨山蟻之妖姬 秩父之恐獸 恐獸之怪童子 恐獸之妖姬                                                                         | 大石真司    | 諸田敏   |
| 2005/04/10 | 11   | 吞噬的牆壁   | 威吹鬼 響鬼                             | 塗壁之武者童子（怪童子） 塗壁之鎧甲公主（妖公主） 下野之塗壁 黑傀儡                                                                                 | きだつよし  | 坂本太郎 |
| 2005/04/17 | 12   | 開啟的秘密   | 響鬼                                    | 塗壁之武者童子（怪童子） 塗壁之鎧甲公主（妖公主） 下野之塗壁 黑傀儡                                                                                 | 大石真司    | 坂本太郎 |
| 2005/04/24 | 13   | 錯亂的命運   | 威吹鬼 響鬼 彈鬼                        | 姑獲鳥之錯亂童子（武者童子、怪童子） 姑獲鳥之妖公主 鎌西湖之姑獲鳥 山怪之怪童子 山怪之妖公主 小菅之山彥 黑傀儡                                      | 大石真司    | 金田治   |
| 2005/05/01 | 14   | 殘食童子     | 威吹鬼 響鬼                             | 姑獲鳥之錯亂童子 恐獸之怪童子 恐獸之妖公主 黑傀儡                                                                                                   | 大石真司    | 金田治   |
| 2005/05/08 | 15   | 鈍雷         | 斬鬼 轟鬼 裁鬼                          | 蟹坊主之怪童子 蟹坊主之妖公主 日光之蟹坊主（萌黄） 山荒之怪童子 山荒之妖公主 足尾之山荒 黑傀儡                                                      | 大石真司    | 石田秀範 |
| 2005/05/15 | 16   | 轟鬼         | 斬鬼 轟鬼 裁鬼                          | 山荒之怪童子 山荒之妖公主 足尾之山荒 黑傀儡 | 大石真司    | 石田秀範 |
| 2005/05/22 | 17   | 被狙擊的城市 | 威吹鬼 響鬼                             | 巨鯰之怪童子 巨鯰之妖公主 謎之物體（巨鯰之胃袋） 東雲之巨鯰 黑傀儡                                                                                  | 大石真司    | 諸田敏   |
| 2005/05/29 | 18   | 不敗的疾風   | 威吹鬼 響鬼                             | 巨鯰之怪童子 巨鯰之妖公主 謎之物體（巨鯰之胃袋） 東雲之巨鯰 黑傀儡                                                                                  | 大石真司    | 諸田敏   |
| 2005/06/05 | 19   | 彈奏戰士     | 轟鬼                                    | 鎌倉之蟹坊主（黄） 箱根之蟹坊主（乳白） 三浦半島之蟹坊主（黑） 蟹坊主之怪童子 蟹坊主之妖公主 大洗之蟹坊主（赤） 黑傀儡                              | きだ つよし | 高丸雅隆 |
| 2005/06/12 | 20   | 淨化之音     | 轟鬼 響鬼                               | 大洗之蟹坊主（赤） 網切之怪童子 網切之妖公主 大洗之網切（蟹妖之變異體） 黑傀儡                                                                      | きだ つよし | 高丸雅隆 |
| 2005/06/26 | 21   | 組合的妖魔   | 威吹鬼 轟鬼                             | 姑獲鳥之怪童子 姑獲鳥之妖公主 嬬戀之姑獲鳥 山荒之怪童子 山荒之妖公主 淺間山之山荒 淺間山のナナシ （姑獲鳥與巨型刺蝟之合體魔化魍） 黑傀儡            | きだ つよし | 石田秀範 |
| 2005/07/03 | 22   | 變化之繭     | 威吹鬼 轟鬼 響鬼                        | 姑獲鳥之怪童子 姑獲鳥之妖公主 嬬戀之姑獲鳥 山荒之怪童子 山荒之妖公主 淺間山之山荒 淺間山のナナシ （姑獲鳥與巨型刺蝟之合體魔化魍） 黑傀儡            | きだ つよし | 石田秀範 |
| 2005/07/10 | 23   | 鍛鍊的夏天   | 響鬼 轟鬼                               | 泥田坊之怪童子 泥田坊之妖公主 旭村之泥田坊（親、子） 高萩之一反木綿 白傀儡                                                                          | 大石真司    | 諸田敏   |
| 2005/07/17 | 24   | 燃燒的赤紅   | 響鬼（響鬼紅） 轟鬼 威吹鬼              | | 大石真司    | 諸田敏   |
| 2005/07/24 | 25   | 奔跑的蒼藍   | 響鬼（響鬼紅） 裁鬼                     | 秩父之河童（親、子） 白傀儡 | 大石真司    | 高丸雅隆 |
| 2005/08/07 | 26   | 銘刻之日     | 響鬼（響鬼紅） 轟鬼                     | 蟹坊主之怪童子 蟹坊主之妖公主 葛野之蟹坊主 貓怪之怪童子 貓怪之怪公主 猿橋之貓怪（親、子） 黑傀儡 白傀儡                                             | 大石真司    | 石田秀範 |
| 2005/08/14 | 27   | 傳遞的情誼   | 響鬼（響鬼紅） 轟鬼                     | 貓怪之怪童子 貓怪之怪公主 猿橋之貓怪（親、子） 洋館之男 洋館之女 白傀儡                                                                             | 大石真司    | 石田秀範 |
| 2005/08/21 | 28   | 不絕的惡意   | 響鬼（響鬼紅） 威吹鬼 轟鬼 鋭鬼         | 下久保之天狗 土蜘蛛之武者童子（怪童子） 土蜘蛛之鎧甲公主（妖公主） 洋館之男 洋館之女 女之黑傀儡                                                     | 大石真司    | 金田冶   |
| 2005/08/28 | 29   | 光輝的少年   | 響鬼（響鬼紅） 威吹鬼 轟鬼 鋭鬼         | 土蜘蛛之武者童子（怪童子） 土蜘蛛之鎧甲公主（妖公主） 榧之木之土蜘蛛 女之黑傀儡                                                                     | 大石真司    | 金田冶   |
| 2005/09/04 | 30   | 鍛鍊的預感   | 威吹鬼 響鬼                             | 四谷之火車 洋館之男 洋館之女 | 井上敏樹    | 諸田敏   |
| 2005/09/11 | 31   | 超越父親     | 威吹鬼 響鬼（響鬼紅）                   | 四谷之火車 洋館之男 洋館之女 | 井上敏樹    | 諸田敏   |
| 2005/09/18 | 32   | 彈奏之歌     | 響鬼 轟鬼 威吹鬼                        | 多摩之鎌鼬 超級童子 超級公主 洋館之男 洋館之女 黑傀儡 白傀儡 女之黑傀儡                                                                             | 井上敏樹    | 高丸雅隆 |
| 2005/09/25 | 33   | 裝甲聲刃     | 響鬼（裝甲響鬼） 轟鬼 威吹鬼            | 奥多摩之鎌鼬 超級童子 超級公主 洋館之男 洋館之女 | 井上敏樹    | 高丸雅隆 |
| 2005/10/02 | 34   | 戀愛的鏗魚   | 響鬼（裝甲響鬼） 轟鬼 威吹鬼            | 港區之嗚汪（幼體） 超級童子 超級公主 | 井上敏樹    | 石田秀範 |
| 2005/10/09 | 35   | 迷惘的天使   | 響鬼（裝甲響鬼） 轟鬼 威吹鬼            | 港區之嗚汪（幼體）、（成體） 超級童子 超級公主 | 井上敏樹    | 石田秀範 |
| 2005/10/16 | 36   | 飢餓的朱鬼   | 響鬼（裝甲響鬼） 轟鬼 裁鬼 朱鬼         | 長瀞之野神 超級童子 超級公主 | 井上敏樹    | 坂本太郎 |
| 2005/10/23 | 37   | 甦醒的雷     | 斬鬼 威吹鬼 朱鬼                        | 長瀞之野神 超級童子 超級公主 洋館之男 洋館之女 | 井上敏樹    | 坂本太郎 |
| 2005/10/30 | 38   | 敗北的音擊   | 響鬼 （裝甲響鬼） 威吹鬼 轟鬼           | 東筑波之呼子 超級童子 超級公主 | 米村正二    | 田村直己 |
| 2005/11/13 | 39   | 啟程的你     | 響鬼（裝甲響鬼） 威吹鬼 轟鬼 裁鬼       | 東筑波之呼子 超級童子 超級公主 | 米村正二    | 田村直己 |
| 2005/11/20 | 40   | 迫近的大蛇   | 響鬼（裝甲響鬼） 威吹鬼 轟鬼 晶變身體   | 森之木靈 洋館之男 洋館之女 | 井上敏樹    | 金田治   |
| 2005/11/27 | 41   | 覺醒的師徒   | 響鬼（裝甲響鬼） 威吹鬼 轟鬼 晶變身體   | 森之木靈 洋館之男 洋館之女 | 井上敏樹    | 金田治   |
| 2005/12/04 | 42   | 兇猛的妖魔   | 響鬼（裝甲響鬼） 威吹鬼 轟鬼            | 東秩父之姑獲鳥（數體） 東秩父之河童（親、子） 東秩父之巨鯰之胃袋 東秩父之恐獸 超級童子 超級公主 鳩山之巨蟻（二體） 貓怪（親、子） 洋館之男 洋館之女 | 井上敏樹    | 坂本太郎 |
| 2005/12/11 | 43   | 無法變身     | 響鬼（裝甲響鬼） 威吹鬼 斬鬼            | 三浦之嗚汪（數體） 三浦之蟹坊主（數體） 三浦之天狗 謎之洋館之塗壁 洋館之男 洋館之女                                                                 | 井上敏樹    | 坂本太郎 |
| 2005/12/18 | 44   | 隱藏的禁斷   | 響鬼（裝甲響鬼） 威吹鬼 斬鬼            | 館林之一反木綿 館林之河童（親、子） 館林之貓怪（親、子） 館林之嗚汪 館林之木靈                                                                      | 井上敏樹    | 鈴村展弘 |
| 2005/12/25 | 45   | 斬鬼犧牲     | 響鬼（裝甲響鬼） 威吹鬼 斬鬼 轟鬼       | 琦玉之河童 琦玉之嗚汪（親、子） 琦玉之貓怪（親、子） 琦玉之呼子 琦玉之火車 琦玉之天狗 長瀞之火蜘蛛、貓怪（數體）                                    | 井上敏樹    | 鈴村展弘 |
| 2006/01/08 | 46   | 窮極鬼道     | 響鬼（裝甲響鬼） 威吹鬼 轟鬼            | 佐野之呼子 佐野之天狗 佐野之蟹坊主 三浦之網切 洋館之男 洋館之女 超級童子 超級公主                                                                   | 井上敏樹    | 坂本太郎 |
| 2006/01/15 | 47   | 述說的背影   | 響鬼（裝甲響鬼） 威吹鬼 轟鬼            | 本栖湖之巨蟻 日高之姑獲鳥（多數） 日高之一反木綿（多數） 狭山之貓怪（二體） 洋館之男 洋館之女 超級童子 超級公主                                     | 井上敏樹    | 坂本太郎 |
| 2006/01/22 | 48   | 明日之夢     | 響鬼（裝甲響鬼） 威吹鬼 轟鬼 京介變身體 | 東松山之覺 東松山之轆轤首 洋館之男 洋館之女 謎之男 謎之女                                                                                           | 井上敏樹    | 坂本太郎 |

## 製作團隊
- 原作：石之森章太郎
- 指導：小野寺章
- 製作人：高寺成紀（1～29話）‧白倉伸一郎（30話～48話）‧土田真通‧梶淳
- 候補製作人：大森敬仁
- 編劇：大石真司‧きだつよし‧井上敏樹‧米村正二
- 導演：坂本太郎‧石田秀範‧諸田敏‧金田治‧高丸雅隆‧田村直己‧鈴村展弘
- 攝影：いのくままさお‧倉田幸治
- 特攝監督：佛田洋
- VFX指導：沖満
- 動作導演：宮崎剛
- 操練：高木友善
- 音樂製作人：長澤隆之
- 音樂：佐橋俊彥
- 「鬼」造型設計：早瀬マサト‧野中剛‧菊池和浩‧小林大祐‧下田竜彦
- 「魔化魍」造型設計：青木哲也‧藤沢チヒロ‧飯田浩司
- 資料：飯田浩司
- OP・ED導演：小藤浩一（1st OP、ED）‧鈴村展弘(2nd OP)
- 題字：康唯子
- 製作：東映‧tv asahi‧ADK

## 音樂

### 片頭曲
- 『輝（かがやき）』（第一 至 第三十三卷）

作曲、編曲：佐橋俊彦
為假面騎士系列史上第一首演奏曲形式的主題歌。
- 『始まりの君へ』（第三十四 至 第四十八（最終）卷）

作詞：藤林聖子　作曲、編曲：佐橋俊彦　歌：布施明
- 『響 （页面存档备份，存于）』（Episode 1-48，香港版粵語片頭曲，改編『始まりの君へ』）

作詞：鄭櫻綸　作曲：佐橋俊彦　歌：關楚耀
本曲榮獲《新城勁爆兒歌頒獎禮2008》之「新城勁爆兒歌」獎

### 片尾曲
- 『少年よ』（第一 至 第三十三卷 及 第四十八（最終）卷）

作詞：藤林聖子　作曲 / 編曲：佐橋俊彦　歌：布施明

## 其他相關媒體
劇場版
- 《劇場版 假面騎士響鬼 響鬼與七人的戰鬼》（2005年9月3日上映）

電視影集
- 《假面騎士ZI-O》

第33-34話，桐矢京介 / 假面騎士強鬼與戶田山登巳藏(轟鬼) / 假面騎士轟鬼登場。

## 超級英雄時間相關條目
- 《魔法戰隊魔法連者》

## 海外播放

### 台灣
台灣MOMO親子台曾於2007年9月30日至2008年8月31日期間每週日下午6時（後改為晚間7時）首播國語配音版。

### 香港
香港無綫翡翠台曾於2007年11月24日至2008年11月29日期間每週六中午12時30分首播粵語配音版，設有提供中文字幕。
| 香港 無綫翡翠台 星期六 12:30 - 13:00 | 香港 無綫翡翠台 星期六 12:30 - 13:00 | 香港 無綫翡翠台 星期六 12:30 - 13:00 |
| ------------------------------------ | ------------------------------------ | ------------------------------------ |
|                                      | (2007年11月24日—2008年11月29日)      |                                      |
| (2006年11月11日—2007年11月17日)      | (2008年12月6日—2009年11月7日)        |                                      |

## 外部連結
- 幪面超人響鬼（朝日電視台） （页面存档备份，存于）
- 幪面超人響鬼（東映）
- 《假面騎士系列》情報網站 （页面存档备份，存于）（日語）
- 《假面騎士系列》萬代官網 （页面存档备份，存于）（日語）